# Les Murailles du silence
Pour plus de détails, voir Fiche technique et Distribution.
Les Murailles du silence est un film français réalisé par Louis de Carbonnat et sorti en 1925.

## Fiche technique
- Réalisation : Louis de Carbonnat
- Scénario : Victor Raynat d'après le roman Les Murailles du silence de Charles Vayre[1]
- Production : Films Exclesior
- Photographie : Marcel Eywinger, Alfred Guichard
- Musique : Paul Letombe
- Type : noir et blanc
- Date de sortie : 25 septembre 1925

## Distribution
- Elmire Vautier : Christiane de Frénières
- René Navarre : Guy de Frénières
- Simone Mareuil : Henriette Blanchin
- René Poyen : Heddine
- Georges Deneubourg : L'amiral Pierson
- Madame Varluis : Madame Pierson
- José Davert : Le mulâtre